# Wahlen zum Senat der Vereinigten Staaten 1994
Am 8. November 1994 wurde in den Vereinigten Staaten ein Drittel der Mitglieder des  US-Senats gewählt. Die Wahlen waren Teil der allgemeinen Wahlen in jenem Jahr, bei denen auch alle Abgeordneten des Repräsentantenhauses gewählt wurden.
Im Senat stellt jeder der 50 Bundesstaaten 2 Abgeordnete. Nach der Verfassung der Vereinigten Staaten werden US-Senatoren auf sechs Jahre gewählt. Allerdings werden nie alle Senatsmitglieder gleichzeitig gewählt. Die Wahlen folgen einem Schema, wonach alle zwei Jahre ein Drittel der Senatoren zeitgleich mit den Wahlen zum US-Repräsentantenhaus gewählt werden. Zu diesem Zweck ist der Senat in drei Klassen eingeteilt, die das Wahljahr der Senatoren bestimmen. Im Jahr 1994 standen die Senatoren der Klasse I zur Wahl.
Vor der Wahl waren 53 Senatoren Demokraten und 47 Republikaner. Das Wahlergebnis ergab eine Verschiebung zu Gunsten der Republikaner, die nun eine Mehrheit im Senat von 52 Sitzen erreichten. Den Demokraten blieb mit 48 Sitzen nur die Rolle in der Opposition. Das Zahlenverhältnis änderte sich im Verlauf der Legislaturperiode durch Parteiübertritte und eine Nachwahl auf 53 zu 47 für die Republikaner, womit die vorherigen Mehrheitsverhältnisse umgekehrt waren.
Zu Veränderungen nach der Wahl siehe auch Liste der Mitglieder des Senats im 104. Kongress der Vereinigten Staaten.

## Ergebnisse und Verlauf der Legislaturperiode
|                                | Partei (Schattierung zeigt Mehrheitspartei) | Partei (Schattierung zeigt Mehrheitspartei) | Total |   |
| ------------------------------ | ------------------------------------------- | ------------------------------------------- | ----- | - |
|                                |                                             |                                             | Total |   |
| Republikaner                   | Demokraten                                  | Vakant                                      | Total |   |
| Ende des 103. Kongresses       | 47                                          | 53                                          | 100   | 0 |
|                                |                                             |                                             |       |   |
| Beginn                         | 53                                          | 47                                          | 100   | 0 |
| Ende                           | 53                                          | 47                                          | 100   | 0 |
| Abschließendes Stimmverhältnis | 53,0 %                                      | 47,0 %                                      |       |   |
|                                |                                             |                                             |       |   |
| Beginn des 105. Kongress       | 55                                          | 45                                          | 100   | 0 |

Mehrheitsverhältnisse bei der Eröffnung des 104. Kongresses
Demokratische Senatoren
Republikanische Senatoren

Die genauen Ergebnisse der Wahl vom 8. November 1994:
Demokraten: 25,234,942 Stimmen (44,0 %) 48 Mandate (später 47)
Republikaner: 28,613,349 Stimmen (49,9 %) 52 Mandate (später 53)
Sonstige: 3,457,190 Stimmen (6,1 %) keine Mandate